# Stade BMX de Saint-Quentin-en-Yvelines
Le stade BMX de Saint-Quentin-en-Yvelines est un équipement sportif destiné à la pratique du BMX Race qui se situe à Montigny-le-Bretonneux, dans les Yvelines, en France. Partie du Vélodrome national, il présente la particularité d'être couvert et éclairé. Il constitue une étape de la Coupe du monde de BMX en 2018 et 2019. Il accueille surtout en août 2024 les épreuves de BMX aux Jeux olympiques d'été de 2024, organisés à Paris.

## Historique

### Construction
Le projet prend forme dans l'optique d'une première candidature aux Jeux olympiques de 2012, laquelle ne sera pas retenue. Le stade BMX de Saint-Quentin-en-Yvelines sera construit en même temps que le vélodrome national se trouvant sur le même terrain. Bâti à partir de 2013, le site est inauguré en mai 2015 et a la particularité de comprendre une piste de BMX couverte et éclairée, une première en Europe. Elle offre deux rampes de départ contiguës (5 et 8 mètres de hauteur) et trois lignes droites dédoublées,.

### Accueil des compétitions
Le stade BMX accueille dès 2014 les championnats de France de BMX. Trois années après sa construction, le site reçoit les deux premières manches de la Coupe du monde de BMX en 2018 puis celle en 2019. Depuis sa création, le site est régulièrement utilisé par l'équipe de France de BMX comme site d'entrainement. Certains regrettent d'ailleurs que ce stade déjà existant soit connu de tous et qu'il puisse il y avoir un désavantage par rapport au pays hôte s'y entrainant.
Choisi par le Comité d'organisation des jeux olympiques dès 2017 pour sa proximité avec le vélodrome national et la Colline d'Élancourt, tous deux sites olympiques, le stade BMX est redessiné et réaménagé pour accueillir les épreuves de BMX en août 2024.